# دولت خاتون خورشیدی
دولت خاتون سیزدهمین حاکم اتابکان لر کوچک و فرزند بدرالدین مسعود دوم بود که از سال ۷۰۵ تا ۷۰۶ هجری قمری حکومت کرد. او از متحدین حکومت ایلخانی بود.

## حکومت
او همسر عزالدین محمد ابن عزالدین حسین بود، امّا چون از عزالدین جانشینی به جای نمانده بود، دولت خاتون خود به جای او حکومت را در دست گرفت. دائرةالمعارف بزرگ اسلامی می‌نویسد: «روی از همهٔ خواص و عوام می‌پوشید، از عهدهٔ ادارهٔ امور برنیامد و شحنه‌های مغول بر کارها مستولی شدند. چون ابوسعید به ایلخانی رسید، عزالدین حسین را به جای خواهرش دولت خاتون به حکومت لر کوچک منصوب کرد.»

## اقدامات
بنا به نوشته معینی نطنزی در منتخب التواریخ او زنی با عفت بوده و از خواص و عوام می‌پوشید. طبق گزارش‌ها، او حاکم لایقی نبود و در مدیریت امور مملکتی ناتوان بود و در نتیجه، به نفع برادرش عزالدین حسین دوم خورشیدی از حکومت کناره‌گیری کرد.

## جانشینی
پس از حکومت کوتاه دولت خاتون، برادرش عزالدین حسین دوم به تخت نشست.